# Остров мечты (парк развлечений)
«Остров мечты» (распространено также написание «Остров Мечты») — крупнейший крытый парк развлечений в Европе, включающий в себя торгово-развлекательный комплекс и ландшафтный парк с набережной.
Находится в Нагатинской пойме, в районе Нагатинский Затон Южного административного округа Москвы. Открытие состоялось 29 февраля 2020 года.

## Описание

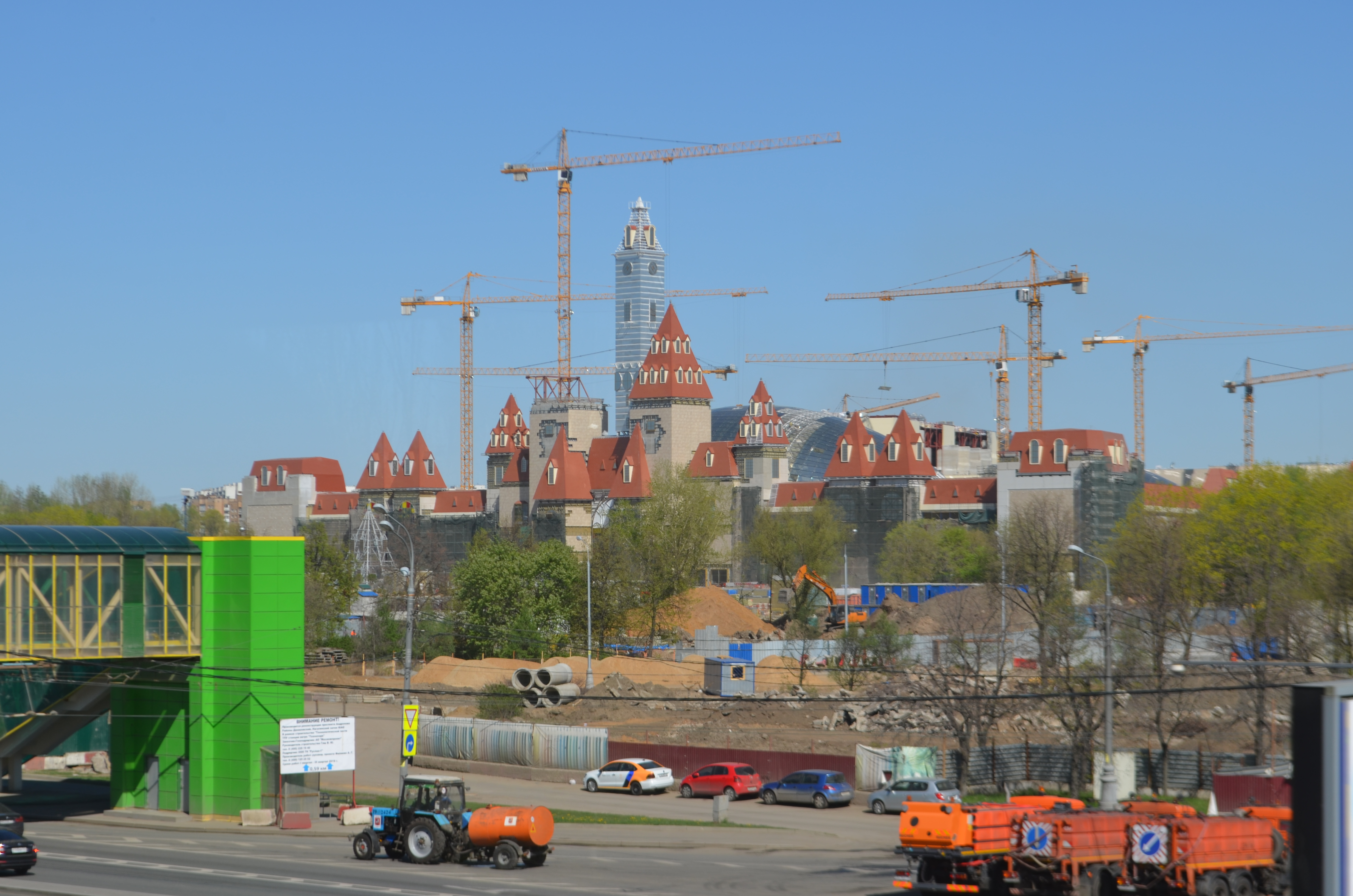
Строительство 28.04.2019 с метромоста

Строительство «Острова мечты» началось 17 марта 2016 года на месте бывшего парка имени 60-летия Октября. Изначально его планировалось завершить в 2018 году, однако дата открытия была перенесена на декабрь 2019 года, а затем на 2020 год.
Общая площадь участка застройки составляет около 100 га, а площадь главного здания — 300 тысяч м². Главный фасад «Острова мечты» стилизован под сказочный замок с башнями и витражами. Высота центральной башни — 75 метров.
Проект развлекательного центра принадлежит компании «Регионы», инвестиции составили $1,5 млрд, кредит на 37 млрд рублей предоставил банк ВТБ.

## Структура

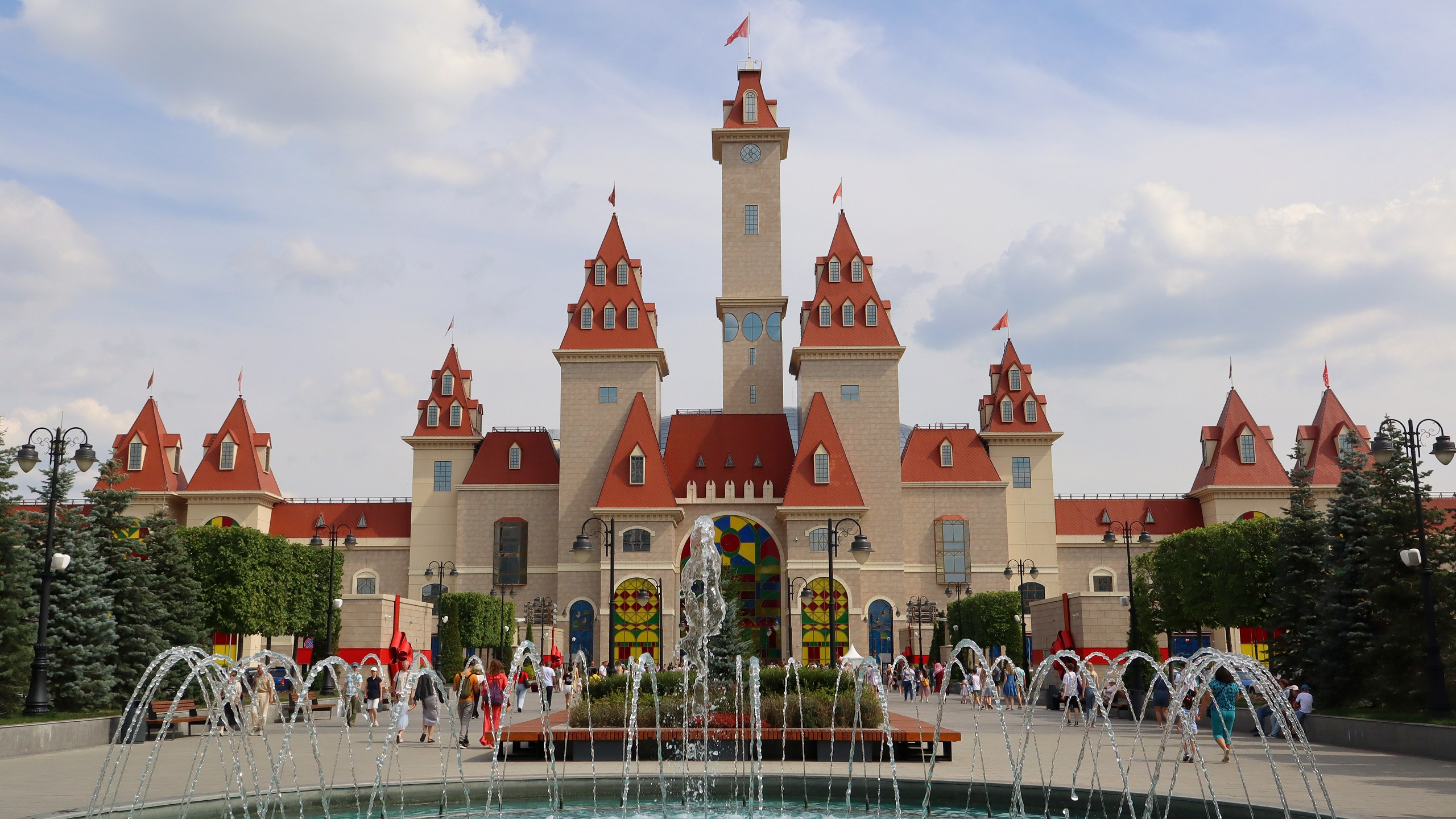
«Остров мечты», центральный вход. Август 2022 г.

Парк развлечений представляет собой единое здание, внутри которого в западной части находятся торговые галереи, а в восточной — аттракционы. На прилегающей территории разбит ландшафтный парк площадью 44 га и благоустроена набережная. У входа в парк расположена открытая уличная парковка для автомобилей на 4000 машиномест.

### Городской променад

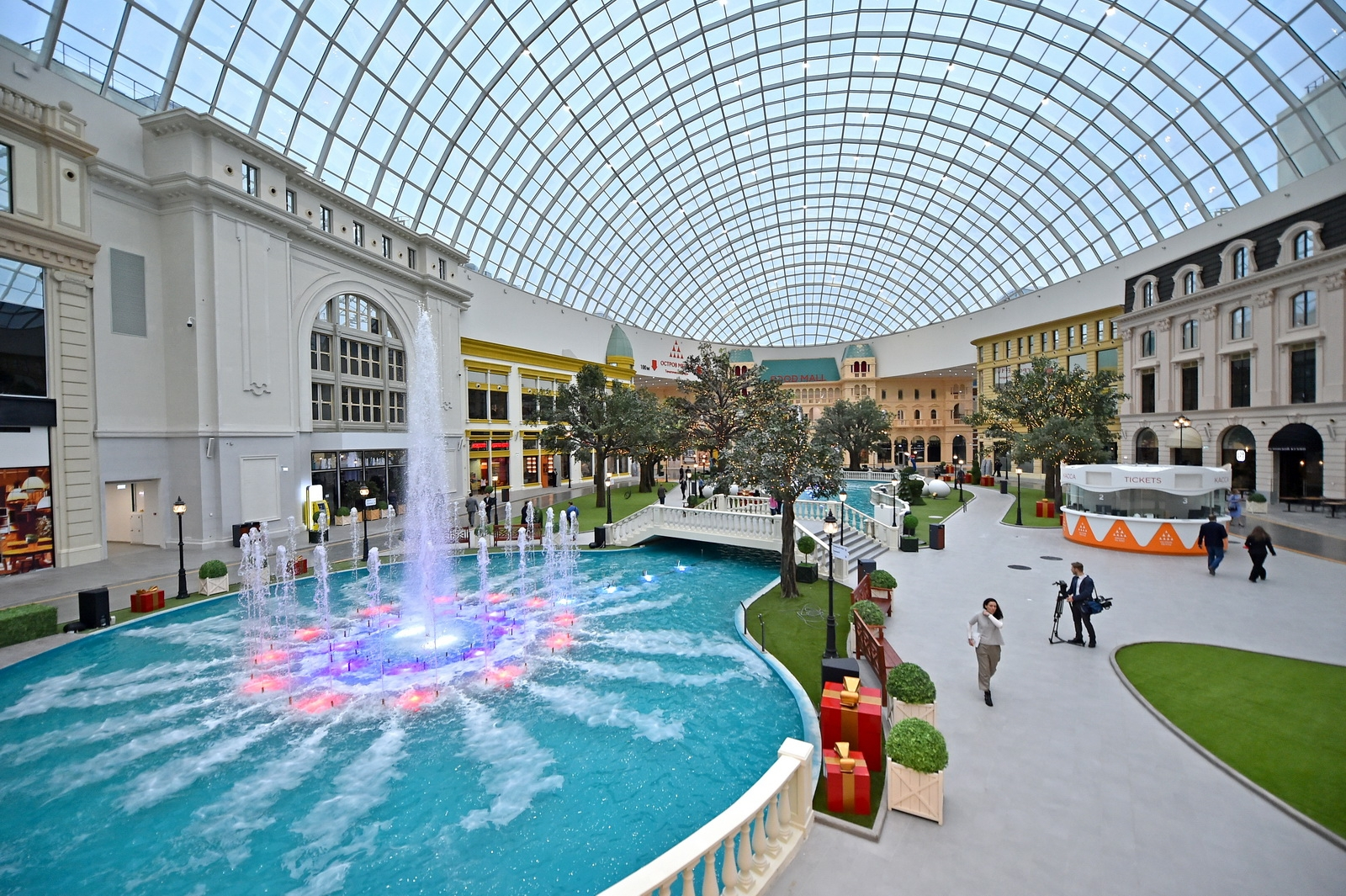
Атриум городского променада

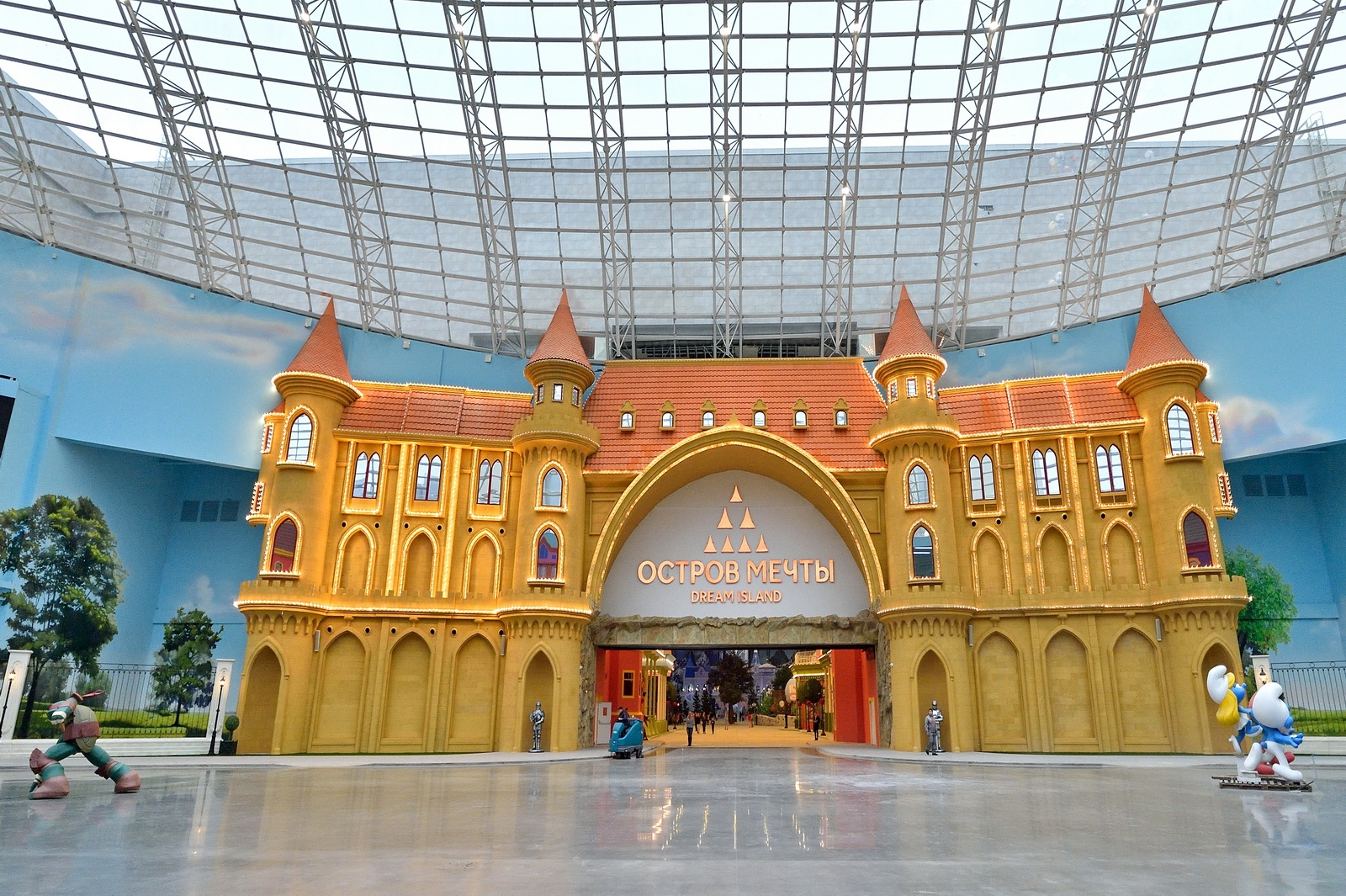
Вход в парк развлечений из торгового центра

Городской променад «Острова мечты» представляет собой крытый торговый центр, объединяющий 4 тематические торговые галереи: улица Лондона, улица Барселоны, улица Рима и улица Беверли-Хиллз; и 3 крытых атриума. Центральный атриум — это тематическая торговая площадь «Москва», накрытая крупнейшим в Европе стеклянным куполом площадью 8 тыс. м² и 25 м в высоту. Общая площадь остекления кровли составила 28 тысяч м². В городском променаде открыт концертный зал на 4200 мест.

### Парк развлечений

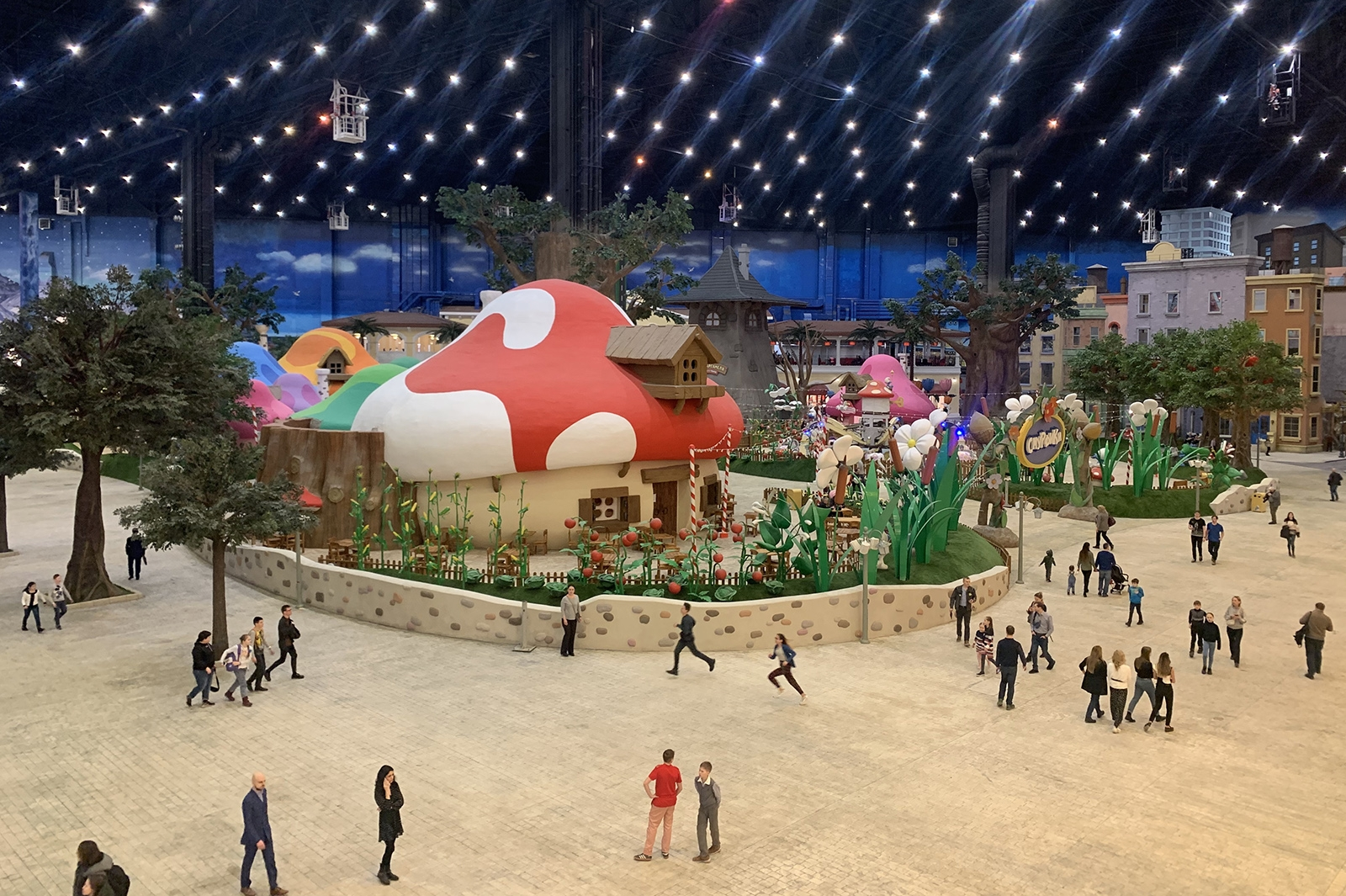
Деревня Смурфиков

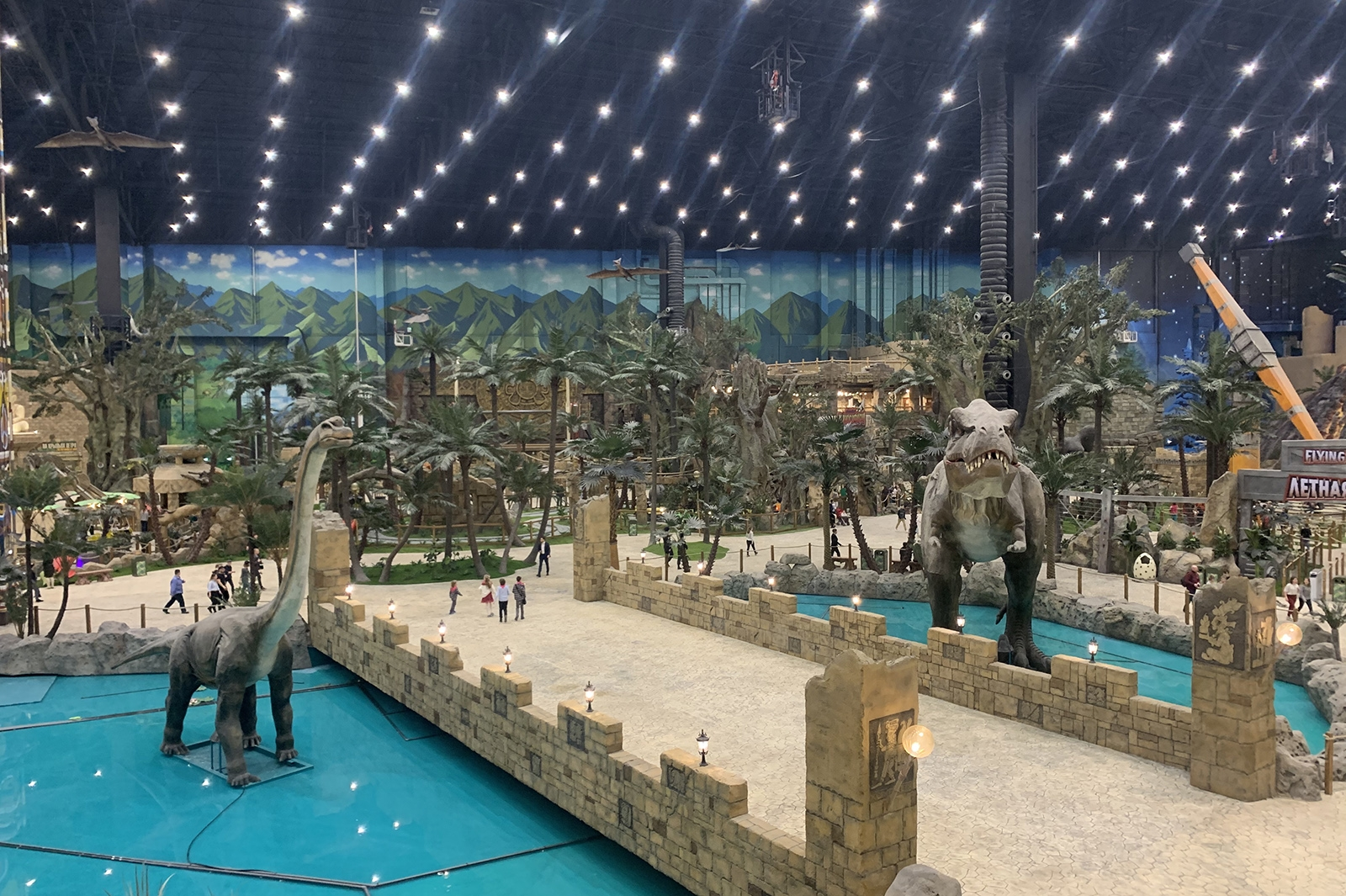
Тематическая зона «Маугли в стране динозавров»

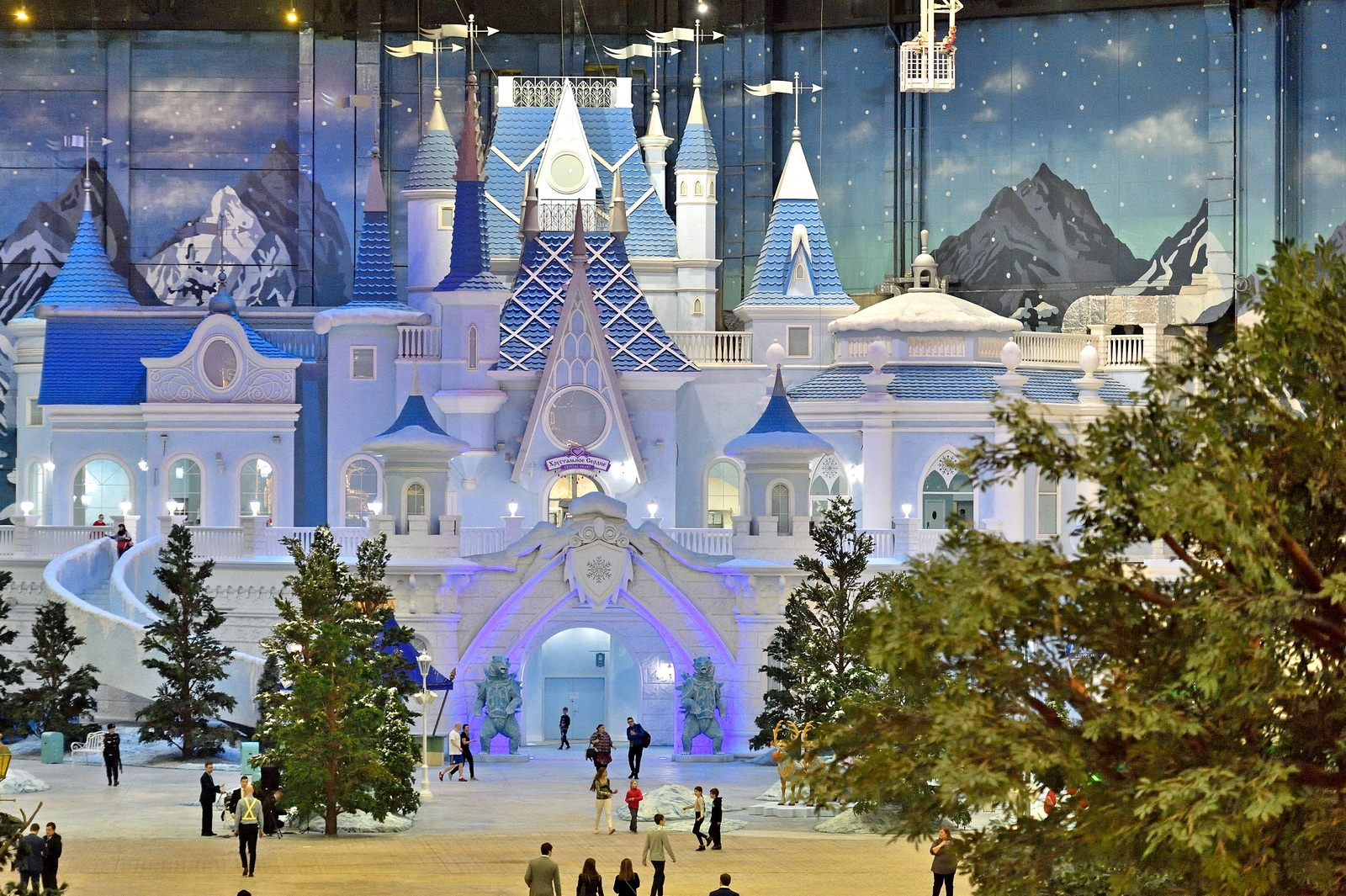
Замок Снежной королевы

«Остров мечты» спроектирован британскими архитектурными компаниями Cunningham Architects, Chapman Taylor (мастер-план и архитектура) и итальянским архитектурным бюро Land Milano (ландшафтный дизайн, адаптация — Артеза). Пространство объединяет 9 тематических зон с 35 разнообразными аттракционами и развлечениями для детей и взрослых (в том числе 5 шоу и 5 экстремальных аттракционов), 18 ресторанами и 10 магазинами. Во всех зонах парка развлечений проводятся сессии «meet&greet» с 26 персонажами продолжительностью от 5 до 15 минут. Доступ в парк развлечений — платный, по билетам (категории: взрослый или детский, выходной или будний день) с безлимитным посещением всех аттракционов и развлечений. В парке также действует дополнительная платная услуга «fast pass» для прохода на некоторые аттракционы без очереди, аналогичная системам, действующим в парках развлечений Disneyland и Universal Studios (в Universal Studios услуга называется Express Pass и она платная, в Disneyland, где данная услуга появилась впервые в 1999 году, тоже платная).
Первоначально предполагалось, что партнёром по созданию тематических зон станет компания Dreamworks, затем было объявлено о сотрудничестве с «Союзмультфильмом». Героями должны были стать персонажи из советских мультфильмов («Простоквашино», «Ну, погоди!»), однако в 2018 году договор был расторгнут, и тематические зоны были посвящены отечественным и иностранным героям.
Поскольку парк развлечений полностью находится под крышей, работать он может круглогодично, однако это накладывает ограничение на высоту каруселей и горок.
В настоящее время в парке представлены следующие тематические зоны:
- Сказочная деревня — входная тематическая зона, построенная на основе локаций и персонажей из сказки «Золотой ключик, или Приключения Буратино».
- Деревня Смурфиков — тематическая зона построена по лицензии компании IMPS S.A. на основе франшизы Смурфики, расположена в центральной части парка развлечений на площади 3,5 тысячи м² и содержит преимущественно детские и семейные аттракционы и развлечения.
- Hello Kitty — тематическая зона построена в виде розового зефирного замка по лицензии компании Sanrio на основе популярного японского бренда Hello Kitty, содержит детские и семейные аттракционы и развлечения.
- Черепашки-ниндзя — тематическая зона «Нью-Йорк» построена по лицензии телеканала Nickelodeon на основе франшизы Teenage Mutant Ninja Turtles и содержит преимущественно взрослые экстремальные аттракционы и развлечения.
- Маугли в стране динозавров — оригинальная и самая большая тематическая зона «Острова мечты» построена в стиле джунглей и занимает площадь 10 тысяч м².
- Заброшенный дом — оригинальная тематическая зона построена в виде чёрного зловещего особняка Графа Страхова, окружённого горгульями.
- Отель Трансильвания — тематическая зона построена по лицензии Sony Pictures Consumer Products на основе локации и персонажей американской серии мультфильмов «Монстры на каникулах», содержит семейные аттракционы и развлечения.
- Гонка Мечты — оригинальная тематическая зона, стилизованная под футуристический город будущего.
- Замок Снежной Королевы — тематическая зона построена на основе локации и персонажей сказки датского писателя Ханса Кристиана Андерсена «Снежная Королева» и оформлена в зимней стилистике.
- Под куполом — тематическая зона, оформлена в стиле цирка, содержит семейные и экстремальные аттракционы.
- Три новые тематические зоны строятся в городском променаде «Острова Мечты»[23][24][25].

### Ландшафтный парк

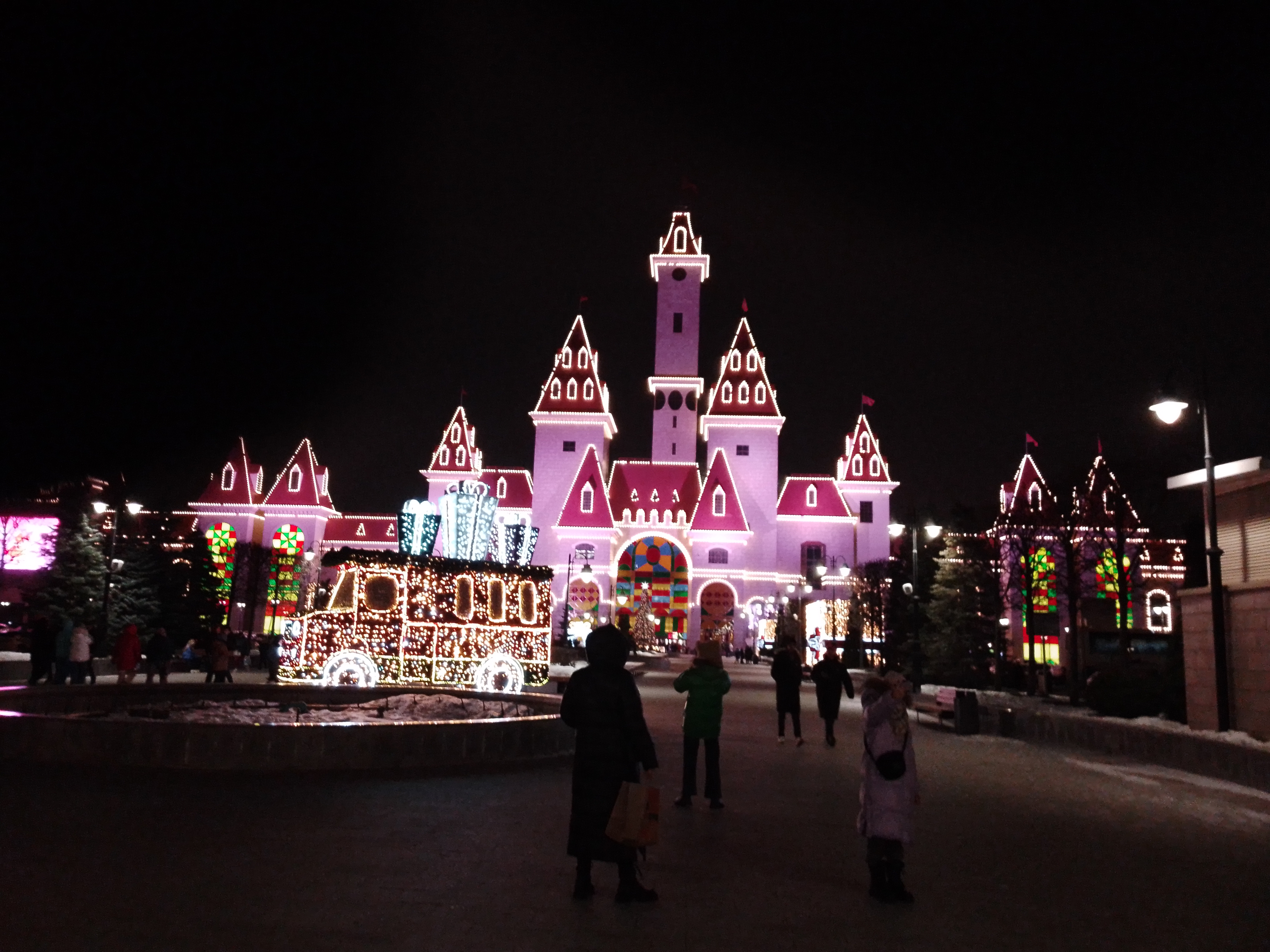
Пример ночной подсветки главного здания парка

Ландшафтный парк «Острова Мечты» площадью 44 га создан по проекту итальянского архитектурного бюро Land Milano. В северной части парка для гостей доступны лодочная станция с летним кафе, а также вейк-парк. В южной части оборудована зона для отдыха шезлонгами, креслами и диванами. Здесь расположены летний кинотеатр, детские площадки и кафе, а также пункт проката. Также южный парк используется для различных мероприятий на воздухе, например, «Дни Индии» (в августе 2022 г.), фестиваль «Лето яркого цвета» (в июне-августе 2022) и другие. Для ландшафтного парка был создан специальный проект художественно-архитектурной подсветки, предполагающий оформление вечерней светоцветовой среды. На лето 2022 года газон есть везде, высажено много деревьев.
При благоустройстве от зелёного массива поймы сохранили около 7 тысяч деревьев и пересадили 200 крупномерных деревьев. По свидетельствам первых посетителей на начало марта 2020 года вокруг «Острова мечты» практически нет новых зелёных насаждений, продолжаются строительные работы.

## Эксплуатация
Главное здание «Острова мечты» получает тепло от магистральной сети источника теплоснабжения ТЭЦ-8 ПАО «Мосэнерго». Максимальная тепловая нагрузка — более 24 Гкал/час, что сопоставимо с тепловой нагрузкой трёх жилых кварталов, построенных с учётом энергосберегающих технологий.

## Транспорт
В парк можно добраться на метро или МЦК — от станции «Технопарк» Замоскворецкой линии через проспект Андропова ведёт надземный пешеходный переход с траволаторами (открытый 8 июля 2019 года), а от станций «Кожуховская» и ЗИЛ ходил одно время бесплатный шаттл S1 по маршруту «МЦК ЗИЛ — Парк развлечений „Остров Мечты“ — Метро „Кожуховская“». Также на проспекте Андропова рядом с парком останавливаются автобусы № 888 (бывший 670), с856 и экспресс e80.
25 декабря 2019 года через Москву-реку открыт Кожуховский мост (автомобильный+пешеходный), который связал Нагатинскую пойму, где расположен парк, с Южнопортовым районом на другом берегу реки.

## Критика
Строительство «Острова мечты» уничтожило места обитания редких видов животных, занесённых в Красную книгу Москвы. До 2016 года в пойме гнездился соловей, открытые пространства привлекали пустельгу, здесь также были отмечены гнезда ястреба-тетеревятника. Тут водилась озёрная лягушка, были нередки стрекозы, кобылки, различные виды бабочек. На восточном берегу парка находилось нерестилище щуки. Против застройки Нагатинской поймы активно выступали местные жители, эксперты по развитию города и биологи, но их протесты не помогли отменить проект.
Блогер-урбанист Илья Варламов поместил фасад главного здания «Острова мечты» на 7 место в своём списке «100 самых уродливых зданий России».
Первые посетители отметили высокие цены, низкое качество архитектурных решений, устаревшее оборудование аттракционов и недостаточную организацию работы персонала.
В 2017-м году заявлялось, что инфраструктура центра будет построена по принципу безбарьерной среды, однако уже на входе в парк наблюдаются значительные затруднения для маломобильных групп.